# مارغريت ليونغ
مارغريت ليونغ (بالصينية: 梁高美懿) هي مصرفية صينية، ولدت في 1952.